# Ciao America (film 1994)
Ciao America (Auf Wiedersehen Amerika) è un film del 1994, diretto da Jan Schütte.
È stato presentato nella Quinzaine des Réalisateurs al 47º Festival di Cannes.

## Trama
Isaac, il suo amico Moshe e Genovefa, moglie di Moshe, partono in nave da New York da 30 anni emigrati negli Stati Uniti, decidono di tornare a rivedere la patria, ormai non più comunista. Finiscono in Germania, festeggiano il Natale a Berlino e alla fine raggiungono la Polonia. Ma lì tutto è cambiato. Isaac si trova una moglie e Genovefa un appartamento. Per loro tutto si risolve facilmente, almeno per un po' di tempo: una coppia di Danzica e l'altra a Brighton Beach.
L'odissea laconica e amara di un americano, un polacco e un tedesco: tre personaggi spesso bloccati nelle loro vite.